# Кузмак, Александр Александрович
Алекса́ндр Алекса́ндрович Кузма́к (род. 10 мая 1973, Москва) — российский теле- и радиоведущий, спортивный комментатор и журналист, PR-менеджер сборной России по хоккею.

## Биография
Александр Кузмак родился 10 мая 1973 года в Москве. Внук доктора технических наук, профессора Е. М. Кузмака. В 1990 году окончил французскую спецшколу № 1265. В детстве занимался водным поло, плаванием и баскетболом. Имеет 1-й взрослый разряд по плаванию.
По окончании экономического факультета МГУ имени Ломоносова (1995) работал по специальности, в том числе в компании «Price Waterhouse». Вёл различные программы на радиостанциях «Деловая волна», «Максимум», «Русская служба новостей».
В 1999 году начал работу на «Радио Спорт». Пришёл на радиостанцию по приглашению Михаила Захарова и Бориса Боровского.
С конца 1999 по 2006 год работал на спортивном канале «НТВ-Плюс». Комментатор тенниса, хоккея и мини-футбола. Был ведущим спортивных новостей на ТВС (2002—2003) и НТВ (2003—2006) в программах «Новости» и «Сегодня», а также выпусков информационно-аналитической программы «Пресс-центр» («НТВ-Плюс Спорт»). Пресс-атташе российской сборной по хоккею на Олимпиаде-2006 в Турине.
Работал на Олимпийских играх 2002, 2004, 2006, 2008, 2010, 2012 и 2014 годов. Комментировал матчи НХЛ и КХЛ, работал на матчах Лиги Чемпионов УЕФА, чемпионатов мира и Европы по футболу 2008, 2010, 2012 годов. Как комментатор тенниса работал на турнирах WTA и ATP, среди них — кубок Дэвиса, кубок Федерации, Уимблдонский турнир и олимпийские турниры.
В 2006 году перешел на телеканал «Спорт», впоследствии ставший каналом «Россия-2». С 2006 по 2013 год — комментатор тенниса, хоккея и футбола, ведущий программ «Вести-спорт», «Большой спорт», «Хоккей России» и «Задай вопрос министру», предматчевых студий, дневников Олимпийских игр. На Олимпийских играх 2008 года работал теннисным комментатором и на основном канале «Россия».
С этого же года работал на «Спорт FM» 93’2 FM. С октября 2013 по сентябрь 2015 года — директор отдела информации этой радиостанции. Ведущий утреннего шоу «Пинг-Понг-шоу», затем — «100 % утра»; после ухода с «Матч ТВ» — «На все 100», «Мужской взгляд», «Спорный момент». Последний эфир на радио провёл 8 мая 2018 года.
С октября 2011 года — PR-менеджер сборной России по хоккею.
В 2014 году комментировал вместе с Вячеславом Фетисовым на телеканале «Звезда» хоккейный матч 1981 года между СССР и Канадой.
18 сентября 2015 года был назначен на должность исполнительного продюсера новостей на спортивном канале «Матч ТВ». С 30 января по 25 июня 2016 года также был ведущим программы «Спортивный вопрос» на данном телеканале, в которой вместе с министром спорта России Виталием Мутко подводил итоги каждого месяца. Покинул телеканал в августе 2016 года после Олимпийских игр в Рио-де-Жанейро по соглашению сторон вследствие концептуальных расхождений с руководством.
С октября 2016 года один из основных комментаторов матчей НХЛ на телеканале «Eurosport 1».
С 5 мая 2017 года — комментатор спортивных телетрансляций на «Первом канале». Дебютировал на телеканале на трансляциях с Чемпионата мира по хоккею, работая в паре с Андреем Головановым. В декабре 2017 года обслуживал трансляцию Кубка «Первого канала» между сборными России и Канады в паре с Игорем Ларионовым. В феврале 2018 года — комментатор хоккейных трансляций на Зимних Олимпийских играх в Пхёнчхане на «Первом канале» также в паре с Ларионовым. На матчах Чемпионата мира и Кубка «Первого канала» по хоккею в 2018 году работал в паре с Андреем Юртаевым. Также Кузмак работал на матчах Чемпионата мира по футболу 2018 года на том же канале (в паре с Михаилом Меламедом, Александром Гришиным, Павлом Занозиным и Евгением Савиным). В паре с Занозиным также отработал матчи сборной России по футболу против Швеции в рамках Лиги наций в 2018 году.
С июня 2018 по март 2019 года — ведущий авторской программы на видеоканале сайта Sport24.ru, в рамках которой он берёт интервью у известных в спортивной и околоспортивной сфере личностей.
С 2018 года — преподаватель дисциплины «Мастерство телеведущего» в Первой Академии Медиа МИРБИС.
Со 2 сентября 2019 года ведёт обзор спортивных новостей в информационных выпусках в 23:00 на «РЕН ТВ». С 11 января 2021 года выступает в аналогичном качестве в итоговых выпусках новостей «Пятого канала».
В 2021 году вёл короткометражную передачу «ПроСпорт» на «Радио России».
С 2024 года — комментатор компании vSporte, работает на матчах Первой лиги.

## Заслуги, признания и награды
- Гран-при «Почётная Гирлянда» Международного фестиваля документальных фильмов о спорте в Милане «Sport Movies & TV — 2004» за фильм «Полёт Русской Ракеты»[40], посвящённый Павлу Буре.
- Диплом второй степени в номинации «Лучшие радиопередачи» за программу «Магия 80-х».[источник не указан 193 дня]